# Émile Baudrux
 Émile Baudrux, né à Habay-la-Neuve, le 30 août 1878 et y décédé le 26 août 1936 fut un homme politique belge francophone libéral.
Il fut avocat.
Il fut échevin et bourgmestre de Habay-la-Neuve membre du parlement,, et conseiller provincial de la province de Luxembourg.